# 神戸・横浜ロマンスポルノ'14 〜惑ワ不ノ森〜
『神戸・横浜ロマンスポルノ'14 〜惑ワ不ノ森〜』（こうべ・よこはまロマンスポルノ 14 まどわずのもり）は、ポルノグラフィティのライブビデオ。2015年2月25日にDVD、Blu-ray Discで同時リリース。

## 概要
- 2014年9月に、ほっともっとフィールド神戸（13日）と、横浜スタジアム（20日、21日）で行われたライブ『神戸・横浜ロマンスポルノ'14 〜惑ワ不ノ森〜』から、21日公演の模様を収録している。

初回仕様
リハーサル映像を含む、メイキング映像収録
アニメーション「まどわずのものがたり」収録
「パノラマビデオで見てみよう！ポルノのライブ！」収録
キューブ教官メタリックフィギア/LIVE PHOTO カレンダー/360°パノラマLIVE映像が見れる、PINコード入りチラシ 封入

## 収録内容

### DISC-1
1. Opening 〜 アポロ
1stシングル。アニメーション「まどわずのものがたり」が放映され、ステージ下から新藤が登場。その後、同様に岡野が登場し演奏が始まる。
2. 今宵、月が見えずとも
27thシングル。
3. リンク
22ndシングル。イントロがアレンジされている。
4. Please say yes,yes,yes
このライブで久々に演奏された。
5. ダリア
39thシングルのカップリング曲。このライブで初披露となった。
この曲からホーン隊が参加する。
6. 痛い立ち位置
24thシングル。サックスのソロから始まる。
7. グッバイサマー
33rdシングルのカップリング。
8. ラビュー・ラビュー
久々に演奏され、初の映像化となった。
9. 黄昏ロマンス
16thのシングル。2番のAメロがアレンジされている。
10. 俺たちのセレブレーション
当時最新の40thシングル。サブステージでの演奏。表記はないが、この前に「Before Century」が行われる。
11. PRISON MANSION
演奏しながらメインステージに戻る。
演奏終了後暗転し、サブステージでファイアーダンスが始まる。
12. アゲハ蝶
6thシングル。ファイアーダンスとともに演奏。
13. ROLL
17thシングル。
14. デッサン#1
約8年振りの演奏。長いギターソロがある。

### DISC-2
1. NaNaNa サマーガール～Sheep 〜song of teenage love soldier〜～この胸を、愛を射よ～サウダージ～メリッサ～Jazz up～PRIME
7曲によるメドレー。
2. ワンモアタイム
33rdシングル。
3. ミュージック・アワー
3rdシングル。
4. ハネウマライダー
20thシングル。
5. 青春花道
38thシングル。

アンコール
1. ワン・ウーマン・ショー 〜甘い幻〜
楽曲はライブツアー後のリリースが決定していた新曲。同年11月5日に41stシングルとして発売された。
2. Mugen
9thシングル。
3. ジレンマ
ライブ定番曲。間奏にサポメン全員のソロがある。